# Olga Svendsen
Olga Emilie Svendsen (* 22. Februar 1883 in Kopenhagen; † 22. Oktober 1942 ebenda) war eine dänische Schauspielerin.

## Leben
Olga Svendsen wuchs in Kopenhagen auf. Sie besuchte von 1900 bis 1903 die Eleveschule des Königlichen Theater Kopenhagen, wo sie ihre Schauspielausbildung absolviert. Im Jahr 1903 hatte sie ihr Bühnendebüt am Dagmarteatret. Sie stand in zahlreichen Theatern auf der Bühne. Von 1911 bis 1936 stand Svendsen in mehr als 70 Film-und-Fernsehproduktionen vor der Kamera, darunter in vielen Stummfilmen. Häufiger Regisseur war Lau Lauritzen.
Aus ihrer kurzen Ehe mit dem Schauspieler Holger Reenberg stammt ihre Tochter Elga Svendsen, die ebenfalls Schauspielerin wurde. Ihre Enkelin Jytte Svendsen war auch als Schauspielerin tätig.
Olga Svendsen starb am 22. Oktober 1942 im Alter von 59 Jahren. Sie wurde auf dem Solbjerg-Parkfriedhof in Frederiksberg beigesetzt.

## Filmografie (Auswahl)
- 1912: Storstadens Hyæne
- 1912: Gøglernes Elskov
- 1913: Sladder
- 1919: Maharajaens yndlingsflamme
- 1919: De er splittergale
- 1921: Landsvägsriddare
- 1921: Film, Flirt und Verlobung (Film, flirt og forlovelse)
- 1921: Harestegen
- 1922: Han, hun og Hamlet
- 1931: Knall und Fall (Krudt med knald)
- 1932: Vask, videnskab og velvære
- 1936: Sjette trækning